# Misty Hyman
Misty Dawn Marie Hyman (ur. 23 marca 1979) – amerykańska pływaczka. Złota medalistka olimpijska z Sydney.
Zawody w 2000 były jej jedynymi igrzyskami olimpijskimi. Płynęła na jednym dystansie, 200 metrach stylem motylkowym. Wyprzedziła Australijki, obrończynię tytułu Susie O’Neill oraz Petrię Thomas. Na tym samym dystansie sięgnęła po brąz na mistrzostwach świata w Perth. Była również medalistką mistrzostw świata na krótkim basenie oraz mistrzostw Pacyfiku.